# طارق متري
طارق متري (16 سبتمبر 1950  -)، أستاذ جامعي لبناني وسياسي مستقل ووزير سابق.
ومن المتوقع أن يكون وزيرًا مجددًا في الحكومة اللبنانية عام 2025.

## حياته العلمية والعملية
- يحمل شهادة دكتوراه في العلوم السياسية من جامعة غرب باريس نانتير لاديفونس.[3] وهو رئيس جامعة القديس جورج في بيروت.

- عمل مديراً لمعهد عصام فارس للسياسات العامة والعلاقات الدولية في الجامعة الأمريكية في بيروت، من 2014 وحتى 2019.
- عيّن عام 2012 ممثلا خاصا لأمين عام للأمم المتحدة في ليبيا ورئيساً لبعثتها لمدة سنتين.
- بين 2005 و2011 عين في أربع حكومات لبنانية متعاقبة، وزيراً للبيئة والتنمية الإدارية والثقافة والإعلام، وتولى وزارة الخارجية (بالوكالة).
- عمل استاذاً ومحاضراً واستاذاً زائراً، في جامعات القديس يوسف والبلمند وجنيف وأمستردام الحرة وهارفرد والجامعة الأمريكية في بيروت. عمل منسقاً لقسم العلاقات بين الأديان في مجلس الكنائس العالمي بجنيف ومسؤولاً عن العلاقات المسيحية-الإسلامية في مجلس كنائس الشرق الأوسط.
- وهو يرأس مجلس أمناء مؤسسة الدراسات الفلسطينية ومجلس أمناء متحف نقولا إبراهيم سرسق.عضو في المجلس الإستراتيجي لجامعة القديس يوسف وفي مجلس إدارة المركز العربي للأبحاث ودراسة السياسات.

## مؤلفاته
- Christians in Arab Politics, Reclaiming the Pact of Citizenship
- حرب إسرائيل على لبنان: عن قصة القرار 1701.
- الدولة العربية القوية والضعيفة (بالاشتراك مع ساري حنفي): المآلات بعد الانتفاضات العربية، بيروت، الدار العربية للعلوم ناشرون، 2019.
- مسالك وعرة، سنتان في ليبيا ومن أجلها، بيروت، رياض الريس للنشر، 2015.
- سطور مستقيمة بأحرف متعرجة: عن المسيحيين الشرقيين وعلاقتهم بالمسلمين، بيروت، دار النهار، 2006 و2008.
- مدينة على جبل: عن الدين والسياسة في أمريكا، بيروت، دار النهار، 2004.
- باسم الكتاب المقدس وبإسم أمريكا (بالفرنسية) Labor et Fides، Geneva، 2004.
- الدين وحقوق الإنسان (بالإنكليزية) Geneva، WCC، 1997.
- الدين والقانون والمجتمع (بالإنكليزية) KOK/WCC، Geneva/Amsterdam ،1997.

وله عشرات الدراسات والمقالات في الشؤون العربية والدولية والعلاقات بين أهل الثقافات والأديان. درس العلوم والفلسفة في الجامعة الأمريكية في بيروت.

## حياته الأسرية
متزوج من إليان قماطي، وأنجبا:[بحاجة لمصدر]
- دالية.
- زياد.